# Dan O’Bannon
Daniel Thomas „Dan” O’Bannon (ur. 30 września 1946 w Saint Louis, zm. 17 grudnia 2009 w Los Angeles) – amerykański scenarzysta i reżyser filmowy, okazjonalnie aktor. Pracował głównie przy horrorach i filmach fantastycznonaukowych.
Współlaureat nagrody Golden Scroll za efekty specjalne do filmu Ciemna gwiazda (Dark Star, 1974). Jest twórcą kultowego Powrotu żywych trupów (The Return of the Living Dead, 1985), za który był nominowany do nagrody Saturna jako „najlepszy reżyser”. Autor pierwowzoru i scenarzysta filmu Obcy – ósmy pasażer Nostromo.